# Liste des évêques de Gokwe
La liste des évêques de Gokwe recense les évêques ayant occupé le siège épiscopal de Gokwe au Zimbabwe depuis la création du diocèse de Gokwe (en) (Dioecesis Gokvensis), le 17 juin 1991, par détachement de celui d'Hwange (en).

## Sont évêques
- 17 juin 1991-9 février 1999 : Michael Bhasera (Michael Dixon Bhasera)
- 15 octobre 1999- 28 janvier 2017 : Angel Floro Martínez
- 28 janvier 2017-11 septembre 2020 : Rudolf Nyandoro, transféré à Gweru (en)

## Sources
- Fiche du diocèse sur le site catholic-hierarchy.org